# Jak utopić doktora Mraczka
Jak utopić doktora Mraczka (czes. Jak utopit dr. Mráčka aneb Konec vodníků v Čechách) – komedia fantastyczna w reżyserii Václava Vorlíčka zrealizowana w 1974. Piosenki wykorzystane w filmie zaśpiewała m.in. Helena Vondráčková.

## Obsada
- Jaromír Hanzlík jako dr Jindřich Mráček
- Stella Zázvorková jako doc. Mráčkowa, matka dra Mračka
- Libuše Šafránková jako Jana Vodičková
- František Filipovský jako Bertík
- Vladimír Menšík jako Karel
- Zdeněk Řehoř jako Alois
- Miloš Kopecký jako Wassermann
- Eva Hudečková jako Polly Wassermannowa
- Míla Myslíková jako Matylda Wassermannowa
- Čestmír Řanda jako Albert Bach
- Vlastimil Hašek jako Honza
- Gabriela Wilhelmová jako Růženka
- Milena Steinmasslová jako Krista
- Lucie Žulová jako Vlaďka
- Jiří Lír jako Křeček
- Lubomír Kostelka jako recepcjonista
- Bedřich Prokoš jako przewodniczący Kongresu Wodników
- Oldřich Velen jako przedstawiciel ONZ
- Zdeněk Braunschläger jako taksówkarz

## Opis fabuły
Latem Wassermann, przywódca praskich wodników, wydał wyrok śmierci na pracownika miejskiej administracji mieszkaniowej, Jindřicha Mráczka, ponieważ ten zarządził eksmisję rodziny zamieszkującej zawilgoconą willę nad rzeką Wełtawą. Nowe mieszkanie wyznaczono w ogrzewanych grzejnikami wieżowcach. Dr Mraczek nie wie jednak, że tą decyzją mógł pozbawić wodników ich naturalnego środowiska i spowodować ich zagładę przez wysuszenie. Na miejsce wykonania wyroku na Mraczku wybrano miejskie kąpielisko, gdzie postanowiono go utopić. Przypadkowo przebywa tam również licealistka z koleżankami, Jana Vodičková, córka wodników, których miała objąć eksmisja. Dziewczyna nie zna planów szefa wodników i ratuje Mraczka przed utonięciem, czym ściąga na siebie gniew wszystkich wodników. Film zdradza m.in. co się dzieje z duszami ofiar utonięć: są one gromadzone przez wodników we flakonikach w zalanej piwnicy. Matka dr Mraczka, docent Mraczkowa, prowadzi eksperyment biomedyczny, którego celem jest przekształcenie człowieka w rybę. Jej preparat, podany synowi przez przypadek, sprawia, że podczas wizyty u wodników zamienia się on w rybę. Ponieważ transformacja człowieka w rybę jest znakiem rozpoznawczym wodników, od tej chwili Mraczek brany jest przez wodników za... wodnika. Powoduje to zamieszanie i ciąg nieoczekiwanych w skutkach zdarzeń.